# 姜圭司
姜 圭司（かん けいじ、1970年1月8日 - ）は、日本の実業家。

## 来歴
2002年(平成14年)に株式会社イードに入社。
2015年、株式会社絵本ナビの取締役に就任する（2020年退任）。
2021年、株式会社イード執行役員／メディアマーケティング本部長兼プラットフォーム開発本部長、株式会社マイケル代表取締役およびSAVAWAY株式会社取締役締役に、それぞれ就任した。
2022年 エフ・アイ・ティー・パシフィック株式会社の取締役締役に就任した。